# Nuance Communications
A Nuance Communications de propriedade da Microsoft, é uma empresa de software, sediada em Burlington, Massachusetts nos Estados Unidos. A Nuance desenvolve software para processamento de imagens, reconhecimento de fala, e software de inteligência artificial. Seus produtos de reconhecimento de fala são usados pelas maiores companhias telefônicas do mundo. Em outubro de 2005, a Nuance se fundiu com a empresa Scansoft, que era uma empresa focada principalmente em software de reconhecimento de imagens, ditado e processamento de texto. Apesar de ser apresentada como fusão, aparentemente tratou-se de uma aquisição, com a Scansoft comprando a Nuance e mantendo o nome. Antes de 1999, a ScanSoft era conhecida como Visioneer. Os produtos que a Nuance herdou do portfolio da Scansoft incluem:
- Dragon NaturallySpeaking (anteriormente conhecido com Dragon Dictate), software de ditado
- OmniPage, software de reconhecimento de caracteres ópticos (OCR - optical character recognition)
- PaperPort, software de gerenciamento de documentos

Além desses, a Nuance atualmente comercializa uma ampla gama de sotwares de reconhecimento de voz (Open Speech Recognizer, Nuance Recognizer), reconhecedores embutidos para autos, jogos e aparelhos eletrônicos (VoCon), sintetizadores de fala (Realspeak TTS), identificadores de pessoas por voz (SpeechSecure e Nuance Recognizer), sistemas de ditado para transcrições médicas (Dictaphone ExSpeech, PowerScribe, iChart, goMD)

## Histórico da Companhia
A Nuance foi fundada em 1994, a partir de um grupo de pesquisas do Stanford Research Institute (SRI), e existiu concomitantemente com a ScanSoft por vários anos. A ScanSoft foi fundadada em 1992 como Visioneer, Inc, trocando de razão social para ScanSoft em 1999.

### Aquisições pela ScanSoft anteriores à fusão com a Nuance em 2005
- Mar. 2000 — Caere Corp., de Los Gatos, California – 145 milhões de dólares
- Dez. 2001 — Lernout & Hauspie, de Ieper, Bélgica – $39,5 milhões de dólares

Essa aquisição ocorreu após a falência da Lernout & Hauspie. Antes, a Lernout & Hauspie havia adquirido as companhias de processamento de fala BBS, Centigram Communications Corporation, FDC, Dragon Systems (em 2000) e Kurzweil AI (em 1998).
- Out. 2002 — Philips Speech Processing, Dialogue Systems – $35,4 milhões de dólares

A Philips havia anteriormente adquirido a Voice Control Systems, que por sua vez havia adquirido a Pure Speech, Scott Instruments e VPC.
- Ago. 2003 — SpeechWorks, Inc., de Boston, Massachusetts, – $132 milhões de dólares

Os principais produtos da SpeechWorks eram sistemas de reconhecimento de fala, que foram depois incorporados à linha de produtos da Nuance. A SpeechWorks havia anteriormente adquirido a Eloquent Technologies, Inc., de Ithaca, New York (em 2000) por $17 milhões de dólares e a T-Netix.
- Jan. 2004 — LocusDialog, de Montreal, Quebec
- Mai. 2004 — Telelogue, Inc., de Iselin, New Jersey
- Nov. 2004 — Phonetic Systems, Ltd., de Burlington, Massachusetts and Israel – $35 milhões de dólares
- Nov. 2004 — ART Advanced Recognition Technologies, Ltd., de Tel Aviv, Israel – $21,5 milhões de dólares
- Nov. 2004 — Rhetorical Systems Ltd., de Scotland – $6,7 milhões de dólares
- Mai. 2005 — MedRemote Inc, of Westmont, de Illinois - $6,2 milhões de dólares

### ScanSoft se funde com a Nuance
- Set. 2005 — Nuance Communications, de Menlo Park, California – $221 milhões de dólares

O símbolo das ações da companhia na bolsa de valores Nasdaq mudou de SSFT para NUAN em 21 de novembro de 2005.

### Aquisições da Nuance após a fusão
- Fev. 2006 — Dictaphone Corporation, de Stratford, Connecticut - $357 milhões de dólares
- Jan. 2007 — MobileVoiceControl, de Mason, Ohio
- Feb. 2007 — Bevocal, de Mountain View, California - $140 milhões de dólares
- Mai. 2007 — (announced) VoiceSignal Technologies of Woburn, Massachusetts
- Jun. 2007 — (announced) Tegic Communications of Seattle, Washington

### No Brasil
A Nuance está no Brasil desde 2001, através de sua subsidiária Nuance do Brasil, com sede em São Paulo. Os clientes que usaram essa tecnologia incluem Algar Telecom, Banco Itaú, Banco Bradesco, Oi, Gradiente, Telefonica e outros.

## Produtos
- PaperPort
- OmniPage
- Dragon Naturally Speaking
- PDF Converter
- ETI-Eloquence and RealSpeak speech engines.